# Tervuren
Tervuren este o comună în provincia Brabantul Flamand, în Flandra, una dintre cele trei regiuni ale Belgiei. Comuna este limitrofă cu Regiunea Capitalei Bruxelles, fiind situată în partea de est a acesteia și este formată din localitățile Tervuren, Duisburg și Vossem. Este singura comună limitrofă Regiunii Bruxelles ce face parte din Arondismentul Louvain. Suprafața totală este de 32,92 km². Comuna Tervuren este situată în zona flamandă vorbitoare de limba neerlandeză a Belgiei. La 1 ianuarie 2008 comuna avea o populație totală de 20.969 locuitori. ¨n comună locuiește o importantă minoritate francofonă datorită proximității acesteia cu orașul Bruxelles, precum și un mare număr de expați de origine anglofonă ce lucrează în numeroasele instituții internaționale din Bruxelles, stabiliți aici datorită existenței unei Școli Britanice.

## Localități înfrățite
- Germania: Kloster Lehnin
- Germania: Dachau
- Țările de Jos: Renkum

1. ↑  Crossroad Bank of Enterprises, accesat în 29 iulie 2023